# 吉村武司
吉村 武司（よしむらたけし、1946年（昭和21年）7月24日 - ）は日本の実業家、政治家。
全国27か所の事業所で自動車教習所事業を展開するSDS（Safety Driving System）グループの代表取締役である。
2013年4月14日に行われた備前市長選挙に出馬し初当選。

## 来歴[6]
- 1959年3月 片上町立片上中学校（現 備前市立備前中学校）[7]
- 1965年3月 岡山県立備前高等学校卒業
- 1969年3月 関西大学文学部卒業
- 1981年4月 備前市連合PTA会長就任
- 2006年1月 備前自動車備前教習所会長就任
- 2010年11月 備前商工会議所会頭就任
- 2011年4月  備前市観光協会会長就任
- 2011年6月  備前ロータリークラブ会長就任
- 2013年4月  備前市長選挙に当選し、市長就任
- 同　　　　　東備消防組合管理者就任
- 2017年4月 元市議の田原隆雄に敗れ、市長任期満了
- 2021年4月 備前市長選挙に出馬し、返り咲き[8]
- 2025年4月 元備前商工会議所会頭の長崎信行に敗れ、市長任期満了

## 市長時代の実績

### 旧閑谷学校を初の日本遺産に登録
吉村が市長に就任した2013年度より備前市の将来像を『古くて新しい「教育のまち備前」～学びの現郷　閑谷学校が開かれたまち』と設定して総合計画を策定。平成27年度に文化庁が創設した「日本遺産魅力発信推進事業」に備前市、水戸市、足利市、日田市の共同で申請。2015年4月24日に旧閑谷学校は「近世日本の教育遺産群─学ぶ心・礼節の本源─」として、日本遺産第一号登録を果たした。

### 備前焼を日本遺産に登録
数百年から千年を超える六古窯。すなわち、施釉陶器の瀬戸と焼締陶器の越前・常滑・信楽・丹波・備前である。備前焼は5世紀から続く邑久の須恵器の系譜を引き、平安時代末期から鎌倉時代初頭に備前市およびその周辺に栄えて現在に至る歴史ある産業。備前焼は５人もの人間国宝を輩出する。この歴史ある備前焼を2017年に旧閑谷学校に続き日本遺産への登録を果たした。

### ICTによる教育推進
吉村の主張『古くて新しい「教育のまち備前」～学びの現郷　閑谷学校が開かれたまち』の具現化として、教育のICT化に積極的に取り組み、市内にある13校の公立小学校および5校の公立中学校の児童･生徒全員にタブレット端末を一斉配布した。

### ふるさと納税活用による市財源の確保
吉村が市長時のふるさと納税額は、2015年27億1,568万円（1709自治体中5位）、2016年27億4358万円、2017年21億1963万円と同市の財源を確保した。

### ４、５歳児の保育料無償化
「若い世代の定住促進のため、国に先駆けて無償化を進めたい。」との吉村の考えのもと、岡山県内で初めて４、５歳の幼稚園児と保育園児の教材費や給食費などの実費は除く保育料の無償化を実現した。対象は保育園児１６０人、幼稚園児２８４人の計４４４人。

### 地域の足を守るために路線バス市営化
備前バスの運行会社である日生運輸株式会社より、備前バスの廃業、路線廃止の申し立てを受け、地域の足を守るために、備前市が運営する「市バス」により廃止路線を継承し「備前市市営バス」として開業。

### １～３歳児の保育料無償化
保育園、幼稚園及び認定こども園の負担公平性の確保と子育て支援の充実及び若い世代の定住促進を図るため、既に実施されていた満4歳・満5歳の園児の保育料無料化に続き、さらに満１歳から満3歳の園児の保育料無料化した。

## 不祥事
2021年の市長選挙を巡り、吉村市長の選挙運動を支援した運動員4人に計15万6400円を渡したとして、地区後援会事務所で会計担当者だった男が公職選挙法違反（買収）の罪で略式起訴され、2022年11月29日付で岡山簡易裁判所から罰金50万円の略式命令を受けた。同法違反（被買収）の罪で、運動員だった4人もそれぞれ罰金10万～20万円の略式命令を受けた。吉村市長は取材に対し「意図的ではないと聞いているが、非常に残念という言葉に尽きる」と話した。